# Министр по военным и колониальным делам
Министр по военным и колониальным делам Великобритании или государственный секретарь по военным и колониальным делам (англ. Secretary of State for War and the Colonies) — бывшая должностью на уровне члена британского кабинета министров, отвечавшей за армию и британские колонии (кроме Индии). У министра имелся заместитель министра по военным и колониальным делам.
Министерство было создано в 1801 году. В 1854 году оно было разделено на отдельные должности военного министра и министра колоний.

## Министры по военным и колониальным делам 1801–1854 гг.
| Имя                         | Занял должность | Покинул должность |
| --------------------------- | --------------- | ----------------- |
| барон Хобарт                | 17 марта 1801   | 12 мая 1804       |
| граф Кэмден                 | 14 мая 1804     | 10 июля 1805      |
| виконт Каслри               | 10 июля 1805    | 5 февраля 1806    |
| Уильям Уиндхэм              | 5 февраля 1806  | 25 марта 1807     |
| виконт Каслри               | 25 марта 1807   | 1 ноября 1809     |
| граф Ливерпуль              | 1 ноября 1809   | 11 июня 1812      |
| граф Батерст                | 11 июня 1812    | 30 апреля 1827    |
| виконт Годрич               | 30 апреля       | 3 сентября 1827   |
| Уильям Хаскиссон            | 3 сентября 1827 | 30 мая 1828       |
| Джордж Мюррей               | 30 мая 1828     | 22 ноября 1830    |
| виконт Годрич               | 22 ноября 1830  | 3 апреля 1833     |
| Эдуард Смит-Стэнли          | 3 апреля 1833   | 5 июня 1834       |
| Томас Спринг Райс           | 5 июня          | 14 ноября 1834    |
| герцог Веллингтон           | 14 ноября       | 9 декабря 1834    |
| граф Абердин                | 20 декабря 1834 | 8 апреля 1835     |
| барон Гленелг               | 18 апреля 1835  | 20 февраля 1839   |
| маркиз Норманби             | 20 февраля      | 30 августа 1839   |
| лорд Джон Рассел            | 30 августа 1839 | 30 августа 1841   |
| барон Стэнли Бикерстаффский | 3 сентября 1841 | 23 декабря 1845   |
| Уильям Гладстон             | 23 декабря 1845 | 27 июня 1846      |
| граф Грей                   | 6 июля 1846     | 21 февраля 1852   |
| Джон Пакингтон              | 27 февраля      | 17 декабря 1852   |
| герцог Ньюкасл              | 28 декабря 1852 | 10 июня 1854      |